# غاري نيكلسون
غاري نيكلسون (بالإنجليزية: Gary Nicholson)‏ (4 نوفمبر 1960 في المملكة المتحدة - ) هو لاعب كرة قدم بريطاني في مركز جناح. لعب مع نادي يورك سيتي ونيوكاسل يونايتد ونادي هاليفاكس تاون ونادي بليث سبارتانز ونادي غيتزهد ونادي مانسفيلد تاون ونيوكاسل بلوستار ‏ ونادي جيزيلي ‏ وWhitley Bay F.C. ‏ ونادي  شيلدز الشمالية ‏.